# Montagne-Fayel
 Montagne-Fayel  es una comuna y población de Francia, en la región de Picardía, departamento de Somme, en el distrito de Amiens y cantón de Molliens-Dreuil.
Su población en el censo de 1999 era de 160 habitantes.
Está integrada en la Communauté de communes du Sud-Ouest Amiénois .

## Demografía
| 133 | 158 | 149 | 176 | 162 | 160 |
| Para los censos de 1962 a 1999 la población legal corresponde a la población sin duplicidades (Fuente: INSEE [Consultar]) |     |     |     |     |     |

- Datos: Q378301
- Multimedia: Montagne-Fayel / Q378301

1. ↑  Worldpostalcodes.org, código postal n.º 80540.
2. ↑  INSEE, Datos de población para el año 2012 de Montagne-Fayel (en francés).